# José Ignacio Escobar y Kirkpatrick
José Ignacio Escobar y Kirkpatrick (1898-1977) fue un escritor, político y publicista español, de significación monárquica. Ostentó los títulos nobiliarios de marqués de las Marismas y, desde 1949, como marqués de Valdeiglesias. Como procurador de las Cortes franquistas, votó en 1976 en contra de la propuesta de Ley de Reforma Política para abolir las estructuras franquistas.

## Biografía
Nacido el 5 de octubre de 1898 en Madrid, fue hijo de Alfredo Escobar y Ramírez, casado con María de la Concepción Kirkpatrick y O'Farril, v marquesa de las Marismas del Guadalquivir.
Estudió Derecho en la Universidad Central y ganó por oposición una plaza de letrado del Consejo de Estado. Fue colaborador de la revista Acción Española. Próximo a Eugenio Vegas Latapié, llegó a desarrollar amistad con el historiador y político peruano José de la Riva-Agüero y Osma durante la estancia de este en España. En noviembre de 1933 desplazó a Mariano Marfil en la dirección de La Época, diario familiar propiedad de su padre, radicalizando hacia posturas de Acción Española la línea editorial conservadora moderada tradicional de la publicación.
Conocedor de la inminencia de la sublevación contra la República, el 17 de julio salió de Madrid en su automóvil, acompañado de Pedro Sainz Rodríguez y Jorge Vigón, y se dirigió a Burgos, donde vivieron en primer plano el triunfo del alzamiento militar; el día 20 por la tarde, esperaron en el aeródromo de Gamonal, la llegada del general Sanjurjo desde Lisboa, frustrada por el accidente que le costó la vida al despegar la avioneta. Durante la guerra civil, llegó a trabajar en el Departamento de Prensa y Propaganda del bando franquista bajo control de Vegas Latapié.
Tras la muerte de su padre en 1949, sucedería a este como marqués de Valdeiglesias, pasando el título de marqués de las Marismas a su hermano menor Luis Escobar, el conocido autor teatral, director de teatro y actor. 
Fue un notable partidario de la restauración monárquica dentro del régimen franquista, fue miembro del Consejo Privado del Conde de Barcelona. Formó parte también del organigrama del Instituto de Estudios Políticos.
El 15 de diciembre de 1971 pronunció una conferencia en el Club Siglo XXI con el título "La España del futuro y la monarquía". En 1974 recogió sus recuerdos de la guerra civil en el libro Así empezó...
Desempeñó el cargo de procurador en las Cortes franquistas entre 1958 y 1977. Como tal, el 18 de noviembre de 1976 se contó entre los 59 procuradores que votaron en contra de la Ley para la Reforma Política que derogaba los Principios Fundamentales del Movimiento.
Falleció el 19 de septiembre de 1977 en una clínica de su ciudad natal.

## Obras
- ¿Socialismo? ¿Comunismo? ¡La dictadura del proletariado!, Madrid, Industrial Gráfica, 1931, 99 págs.
- Escritos sobre la instauración monárquica, Madrid, Rialp, 1955, 265 págs. Recopilación de editoriales del diario La Época (1933-1935), escritos en colaboración con Jorge Vigón y Eugenio Vegas Latapie.
- La España del futuro y la monarquía, Madrid, Club Siglo XXI, 1972, 38 págs.
- Así empezó..., Madrid, G. del Toro, 1974, 327 págs. 2ª ed., 1975, 346 págs.